# Museo della basilica di Santa Maria delle Grazie
Il Museo della basilica di Santa Maria delle Grazie si trova a San Giovanni Valdarno in provincia di Arezzo. Vi si accede dall'interno della basilica tramite una porta a destra del presbiterio o dall'esterno, tramite la scalinata sinistra del portico.

## Storia e descrizione
Una piccola raccolta artistica di opere pertinenti alla Basilica fu istituita già nel 1864 nei locali della sagrestia. Negli anni Cinquanta la Soprintendenza fiorentina provvide a far collocare le opere nell'edificio attiguo alla Basilica. Luciano Berti catalogò ed ordinò le opere, provvedendo ad incrementare la raccolta che venne ad ospitare anche L'Annunciazione del Beato Angelico. L'attuale museo, che si configura oggi come una piccola ma importante collezione di dipinti dei secoli XV-XVII, fu aperto nel 1990. Tra 2000 e 2005 il museo è stato ampliato e ristrutturato, adeguandolo a standard museografici moderni, e riaperto nel novembre 2005.

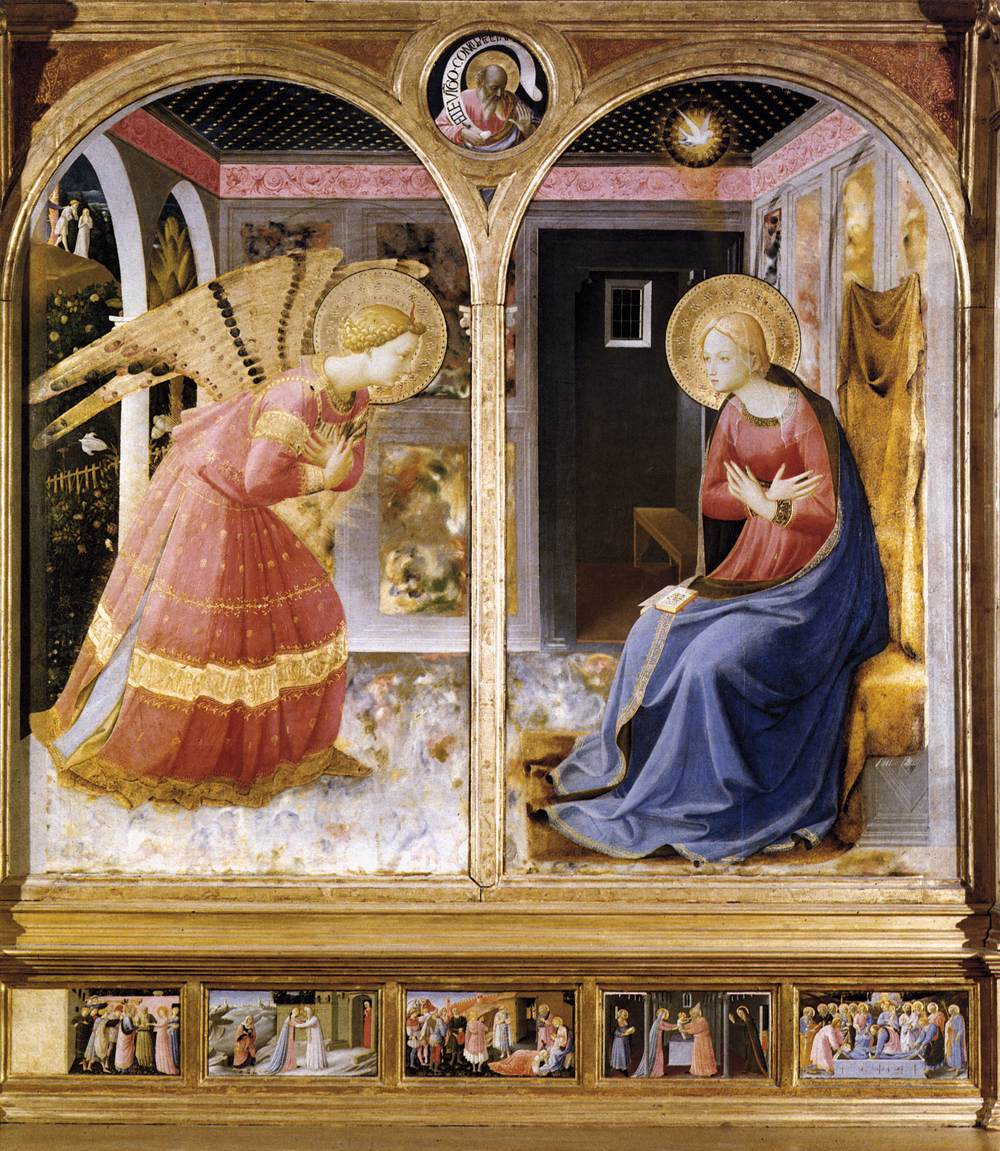
Beato Angelico, Annunciazione di San Giovanni Valdarno

Le prime tre sale custodiscono dipinti su tavola risalenti ad un periodo compreso tra la fine del Trecento ed il secolo successivo. Nella sala 1 è il trittico con la Trinità tra la Vergine e Maria Maddalena con Santi di Mariotto di Nardo, proveniente dalla pieve di San Giovanni Battista e databile al 1400-1405. Nella sala 2 sono presenti, tra altre opere, il Cristo patiens, del 1420-1425, dalla chiesa di Santa Lucia e la Madonna in trono col Bambino tra i santi Antonio abate, Lorenzo, Giovanni Battista, Giacomo apostolo e quattro committenti proveniente dalla chiesa di San Lorenzo e datata 1453, entrambe di Mariotto di Cristofano, e la Madonna in trono col Bambino e Angeli musicanti di Giovanni di Ser Giovanni detto lo Scheggia, degli anni quaranta del Quattrocento. Più tarda, del 1467, è invece la tavola con l'Arcangelo Raffaele e Tobia, di Giovanni di Piamonte  In sala è collocato anche un'opera scultorea, il Busto di San Lorenzo attribuito a Nanni di Bartolo e proveniente dalla chiesa di San Lorenzo. La sala 3 custodisce un'altra Madonna in trono col Bambino e santi dello Scheggia, proveniente anch'essa da San Lorenzo e databile agli anni sessanta del Quattrocento, la Madonna in trono col Bambino e santi tavola del 1450-1460 circa di Domenico di Michelino proveniente da Firenze, dono ottocentesco di un privato, e l'Annunciazione di Jacopo del Sellaio datata 1472.
Oltre un corridoio nel quale sono esposte importanti oreficerie ed oggetti liturgici, si entra nella sala 4, completamente dedicata all'opera più importante del museo, l'Annunciazione di San Giovanni Valdarno di Beato Angelico, proveniente dal francescano convento di Montecarlo. L'opera, riconosciuta definitivamente alla mano dell'Angelico dopo il restauro degli anni Settanta diretto da Anna Maria Maetzke, è stata datata al 1432 circa e recentemente collocata verso il 1440.
La sala 5, caratterizzata dal settecentesco bancone da sagrestia posto al centro, pertinente a questo ambiente usato per tale funzione, contiene diverse suppellettili liturgiche e dipinti del Seicento. Tra questi le opere della gloria locale Giovanni Mannozzi, detto appunto Giovanni da San Giovanni (San Giovanni Valdarno 1592 - Firenze 1636), la famosa Decollazione di san Giovanni Battista, firmata e datata 1620, eseguita per la Compagnia di San Giovanni Decollato per il loro altare nella chiesa di San Lorenzo, e lo Sposalizio della Vergine, affresco del 1621 staccato dalla rampa esterna della Basilica. Sono in questa sala anche le due tele con San Lorenzo e San Giovanni Battista, capolavori di Gregorio Pagani realizzati nell'anno 1600 per affiancare l'immagine miracolosa di Maria sull'altare maggiore. L'ultima sala, la 6, conserva una collezione di parati liturgici, soprattutto del XVII e XVIII secolo.

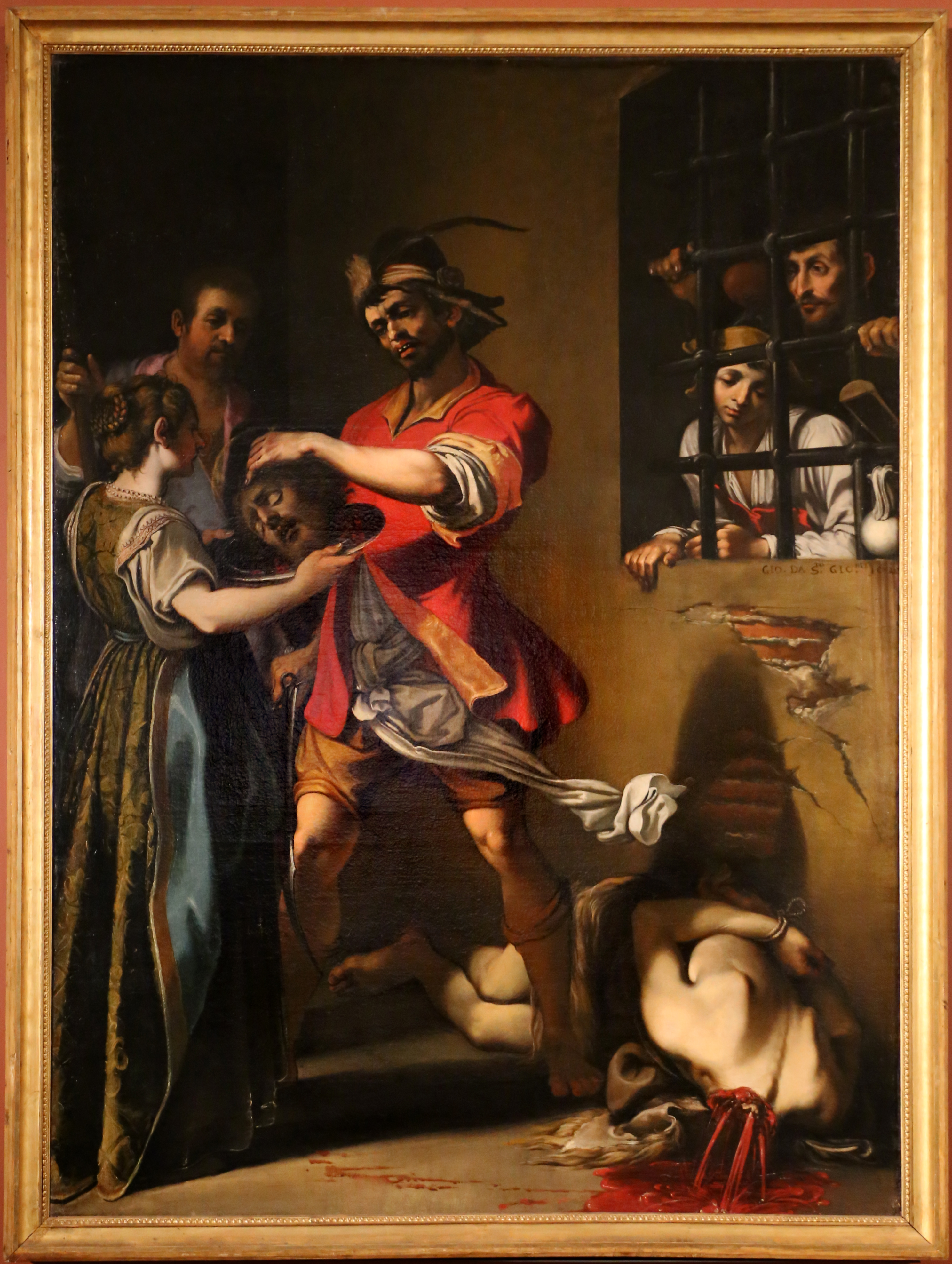
Decollazione di san Giovanni Battista
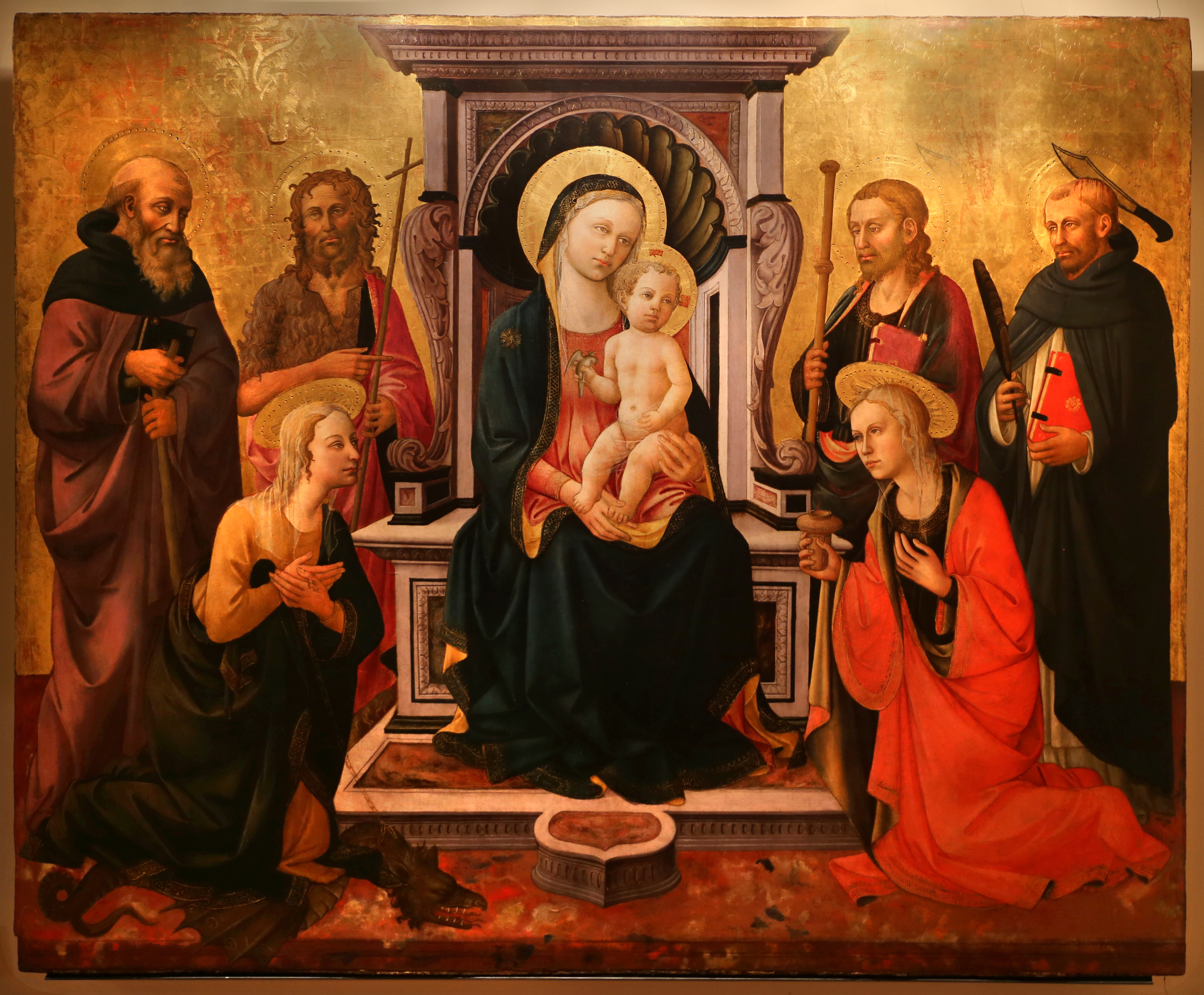
Madonna col Bambino e santi